# شتالاج السابع-إيه
```
شتالاج السابع-إيه
 (في الكامل: 
Kriegsgefangenen-Mannschafts-Stammlager VII-A)
 أكبر 
معسكر لأسرى الحرب
 
ألمانيي
خلال 
الحرب العالمية الثانية
، يقع إلى الشمال من مدينة 
موسبورغ
 في جنوب 
بافاريا
. يغطي المخيم مساحة 
35 هكتار (86 أكر)
. كما كان بمثابة معسكر عبور يتم من خلاله معالجة السجناء، بمن فيهم الضباط، في طريقهم إلى معسكرات أخرى. في وقت ما خلال الحرب، مر عبرها سجناء من كل الدولة التي تقاتل ضد ألمانيا. في وقت تحريره في 29 أبريل 1945، كان هناك 76248 سجينًا في المعسكر الرئيسي و40،000 أو أكثر في 
أبتزلاغا
 يعملون في المصانع أو يصلحون السكك الحديدية أو في المزارع.
[
1
]
 
[
2
]
 
[
3
]
```

## تاريخ المخيم
تم افتتاح المعسكر في سبتمبر 1939  وكان مصممًا لإيواء ما يصل إلى 10000 سجين بولندي من الهجوم الألماني في سبتمبر 1939. وصل السجناء الأوائل بينما كانت الثكنات الخشبية قيد الإنشاء عاشو في الخيام لعدة أسابيع. 
ضم المعسكر اسرى من دول بريطانيا وفرنسا وبلجيكا وهولندا أسروا خلال معركة فرنسا حيث بدأ وصولهم في مايو 1940. تم نقل العديد إلى معسكرات أخرى، ولكن ما يقرب من 40,000 فرنسي ظلوا في المعسكر طوال الحرب.
وصل السجناء البريطانيون واليونانيون ويوغوسلافيا من حملة البلقان في مايو ويونيو 1941. بعد بضعة أشهر، بدأ السجناء السوفييت في الوصول، معظمهم من الضباط. في نهاية الحرب كان هناك 27 جنرالا سوفياتيا في السجن.
جاء المزيد من سجناء الكومنولث البريطاني والبولندي من حملة شمال أفريقيا والهجوم على الجزر التي تسيطر عليها إيطاليا في البحر الأبيض المتوسط. تم إحضارهم إلى هنا من معسكرات PoW الإيطالية بعد الهدنة مع إيطاليا في سبتمبر 1943، بما في ذلك العديد ممن فروا في ذلك الوقت وتم استعادتهم. كما تم سجن الجنود الإيطاليين فيه.
جاء أول وصول لاسرى أمريكيين بعد حملة تونس في ديسمبر 1942، والحملة الإيطالية في عام 1943. تم القبض على أعداد كبيرة من الأمريكيين في معركة الثغرة في ديسمبر 1944.
في 1 أغسطس 1942، تم تحويل الرائد كارل أوغست مينيل إلى فوهررريزيرف، لأنه في 13 يناير 1942 كتب تقريرًا نقديًا للجنرال هيرمان راينيك حول الفصل وإعدام أسرى الحرب الروس في ستالاج السابع-أ من قبل الغيستابو والشرطة الأمنية الألمانية.

## سجناء بارزون
- ريتشارد أ. رادفورد
- روبرت م. بوليتش الأب. [6]   [ رابط ميت ][ رابط ميت ]
- ديريك بوند
- ألكسندر جيفرسون
- كليفورد إل إيدز (مستلم النجم البرونزي) [7]